# جي. أندرو كيث
جي. أندرو كيث (بالإنجليزية: J. Andrew Keith)‏ (31 أغسطس 1958 - 7 أغسطس 1999)؛ روائي أمريكي.